# Allophyla
Allophyla is een geslacht van insecten uit de familie van de afvalvliegen (Heleomyzidae), die tot de orde tweevleugeligen (Diptera) behoort.

## Soorten
- A. atricornis (Meigen, 1830)
- A. laevis Loew, 1862